# Sacnoth
Sacnoth, ab 2000 unter dem Firmennamen Nautilus operierend, war ein japanisches Entwicklungsstudio für Videospiele. Es wurde am 30. April 1997 von Hiroki Kikuta gegründet, der sich zusammen mit anderen Mitarbeitern zu dieser Zeit von Square abwandte, und wurde von SNK finanziell unterstützt.

## Firmengeschichte
Das ursprüngliche Ziel der Firma war die Weiterentwicklung des Genres RPG, was man Square zum damaligen Zeitpunkt nicht mehr zutraute. Neben kleineren Veröffentlichungen für SNKs Handheld Neo Geo Pocket Color wie Dive Alert und Faselei!, war die erste große Entwicklung demzufolge ein Rollenspiel für die PlayStation namens Koudelka, welches Elemente aus Survival-Horror mit denen von SRPG-Spielen verband. Jedoch kam das Spiel bei den Kritikern und Spielern schlecht an, was auch an dem auslaufenden Lebenszyklus der Playstation und dem damit nachlassenden Interesse der Spieler lag, sodass Kikuta aus diesem finanziellen Misserfolg seine Konsequenz zog und zurücktrat.
Im kommenden Jahr 2000 übernahm nach dem Bankrott von SNK die Firma Aruze, ein Hersteller japanischer Glücksspielautomaten wie Pachinko, die Führung, und benannte Sacnoth in Nautilus um. Als CEO wurde Matsuzo Itakura eingesetzt, der bereits bei der Entwicklung von Koudelka eine führende Position innehatte. Sein Ziel war es, sich wieder stärker dem klassischen Rollenspielverständnis zuzuwenden, und die dabei aber auch aus seiner Sicht notwendigen Innovationen überschaubar und in kleineren Schritten einzuführen.
Bereits ein Jahr später konnte 2001 das Resultat dieser neuen Ausrichtung präsentiert werden, als Shadow Hearts für die PlayStation 2 als letztes Spiel unter dem Entwicklernamen Sacnoth veröffentlicht wurde. Obwohl als Startpunkt einer neuen Serie ausgelegt, bezieht es sich zu großen Teilen noch auf Koudelka, legt jedoch deutlich mehr Wert auf den SRPG-Teil des Spiels. Ein wichtiges neues, und für folgende Spiele typisches Element, war der Judgment Ring, eine Methode, durch die Einführung eines kontrollierbaren Zufallselementes die Aufmerksamkeit des Spielers selbst bei gewöhnlichen Handlungen während des Spiels aufrechtzuerhalten. In den zwei folgenden Spielen dieser Serie, Shadow Hearts: Covenant, welches 2004 ebenfalls auf der PS2 erschien, und Shadow Hearts: From the New World, was 2006 als letztes Spiel der Firma erschien, wurde dieses Kontrollelement ein typisches Wiedererkennungsmerkmal, und in vielfältiger Weise eingesetzt.
Nachdem maßgebliche Mitglieder des Studios bereits entlassen worden waren, sowie keine weiteren Spiele der Serie mehr erscheinen sollten, verkündete Aruze Ende des ersten Quartals 2007 offiziell die Auflösung des Entwicklungsstudios.

## Bekannte Spiele des Studios
- 1999 – Faselei!
- 1999 – Dive Alert
- 1999 – Koudelka
- 2001 – Shadow Hearts
- 2004 – Shadow Hearts: Covenant
- 2006 – Shadow Hearts: From the New World